# Jonas James
Jonas James est un homme politique vanuatais.

## Biographie
Candidat pour le Parti Natatok démocrate populaire et autochtone, il entre au Parlement de Vanuatu en remportant la circonscription de Paama aux élections législatives de 2012. Le 4 août 2013 il est nommé ministre de la Justice par le Premier ministre Moana Carcasses. Le 24 février 2014, avec les ministres Tony Wright et Thomas Laken, il quitte le gouvernement et se joint aux rangs de l'opposition parlementaire,. 
Changeant une nouvelle fois de camp, à partir de juin 2015 il est député d'arrière-ban de la majorité parlementaire du gouvernement de coalition du Premier ministre Sato Kilman et du vice-Premier ministre Moana Carcasses. Reconnu coupable de corruption avec quatorze autres députés de la majorité (dont Moana Carcasses) en 2015, Jonas James est condamné à trois ans de prison fermes, ainsi qu'à une peine d'inéligibilité de dix ans, et perd de ce fait son siège au Parlement,,. Il bénéficie d'une libération conditionnelle en avril 2017,, mais plaide coupable en 2018 pour tentative d'entrave à la justice, pour avoir sollicité et obtenu en 2015 une grâce présidentielle de la part du président du Parlement, Marcellino Pipite, qui était lui-même l'un des condamnés et n'était pas habilité à l'accorder,. Il est condamné en juin 2018 à deux ans de prison fermes supplémentaires,.
Il est gracié par le président de la République Tallis Obed Moses en juillet 2020, ce qui lève sa peine d'inéligibilité. Cela lui permet de se présenter -cette fois avec l'étiquette de l'Union des partis modérés- aux élections législatives anticipées d'octobre 2022, auxquelles il est toutefois largement battu dans sa circonscription de Paama.